# Lycomorphodes correbioides
Lycomorphodes correbioides är en fjärilsart som beskrevs av William Schaus 1911. Lycomorphodes correbioides ingår i släktet Lycomorphodes och familjen björnspinnare. Inga underarter finns listade i Catalogue of Life.